# Noiembrie 1999
Acest articol este generat integral pe baza informațiilor din articolul 1999 și este actualizat periodic de un robot.
 Editările făcute în articol vor fi șterse la următoarea actualizare! Dacă doriți să faceți modificări, editați articolul-sursă.

ianuarie -
februarie -
martie -
aprilie -
mai -
iunie -
iulie -
august -
septembrie -
octombrie -
noiembrie -
decembrie
Noiembrie 1999 a fost a unsprezecea lună a anului și a început într-o zi de luni.

## Evenimente
- 4 noiembrie: La Brașov ies în stradă salariați de la SC Roman SA, nemulțumiți că nu li s-au mărit salariile conform promisiunilor oficiale. La fel și cei de la Tractorul Brașov. La Cluj protestează câteva mii de sindicaliști aparținând de Cartel „Alfa”, BNS, CNSLR-Frăția.
- 6 noiembrie: În cadrul unui referendum constituțional, australienii resping, în proporție de 54%, instaurarea republicii.
- 10 noiembrie: Mii de salariați de la SNCFR protestează împotriva planului de restructurare a societății făscut de ministrul Traian Băsescu.
- 25 noiembrie: Premierul Radu Vasile face o vizită oficială la Moscova unde are o întâlnire cu premierul rus Vladimir Putin.

## Nașteri
- 2 noiembrie: Park Woo-jin, cântăreț sud-coreean
- 9 noiembrie: Karol Sevilla (n. Karol Itzitery Piña Cisneros), actriță și cântăreață mexicană
- 7 noiembrie: Bogdan Iancu (Bogdan Gabriel Iancu), actor român
- 10 noiembrie: João Félix (João Félix Sequeira), fotbalist portughez (atacant)
- 23 noiembrie: Andreea Iridon, sportivă română (gimnastică artistică)

## Decese
- 4 noiembrie: Cornel Popa, 64 ani, fotbalist român (n. 1935)
- 4 noiembrie: Cornel Popa, fotbalist român (n. 1935)
- 5 noiembrie: Radu G. Țeposu, 45 ani, critic literar, eseist și cronicar literar român (n. 1954)
- 15 noiembrie: Traian Șelmaru, 75 ani, critic literar român (n. 1914)
- 16 noiembrie: Georgică Alexandrache, 66 ani, politician român (n. 1933)
- 18 noiembrie: Vittorio Miele, 72 ani, pictor italian (n. 1926)
- 19 noiembrie: Yvette Cauchois, 90 ani, fiziciană franceză (n. 1908)
- 20 noiembrie: Amintore Fanfani, 91 ani, diplomat italian (n. 1908)
- 21 noiembrie: Ioan Chirilă, 74 ani, jurnalist sportiv român (n. 1925)
- 21 noiembrie: Marie Kraja, 88 ani, cântăreață albaneză (n. 1911)
- 25 noiembrie: Alejandro Ciorănescu, 88 ani, lingvist, poet și prozator român (n. 1911)
- 25 noiembrie: Mina Kiosea, 66 ani, poet găgăuz (n. 1933)
- 28 noiembrie: Néstor Vicente Madali González, 84 ani, scriitor filipinez (n. 1915)
- 29 noiembrie: John Berry, 82 ani, regizor american de film (n. 1917)
- 29 noiembrie: John Berry, regizor de film american (n. 1917)